# Die Kieferninseln

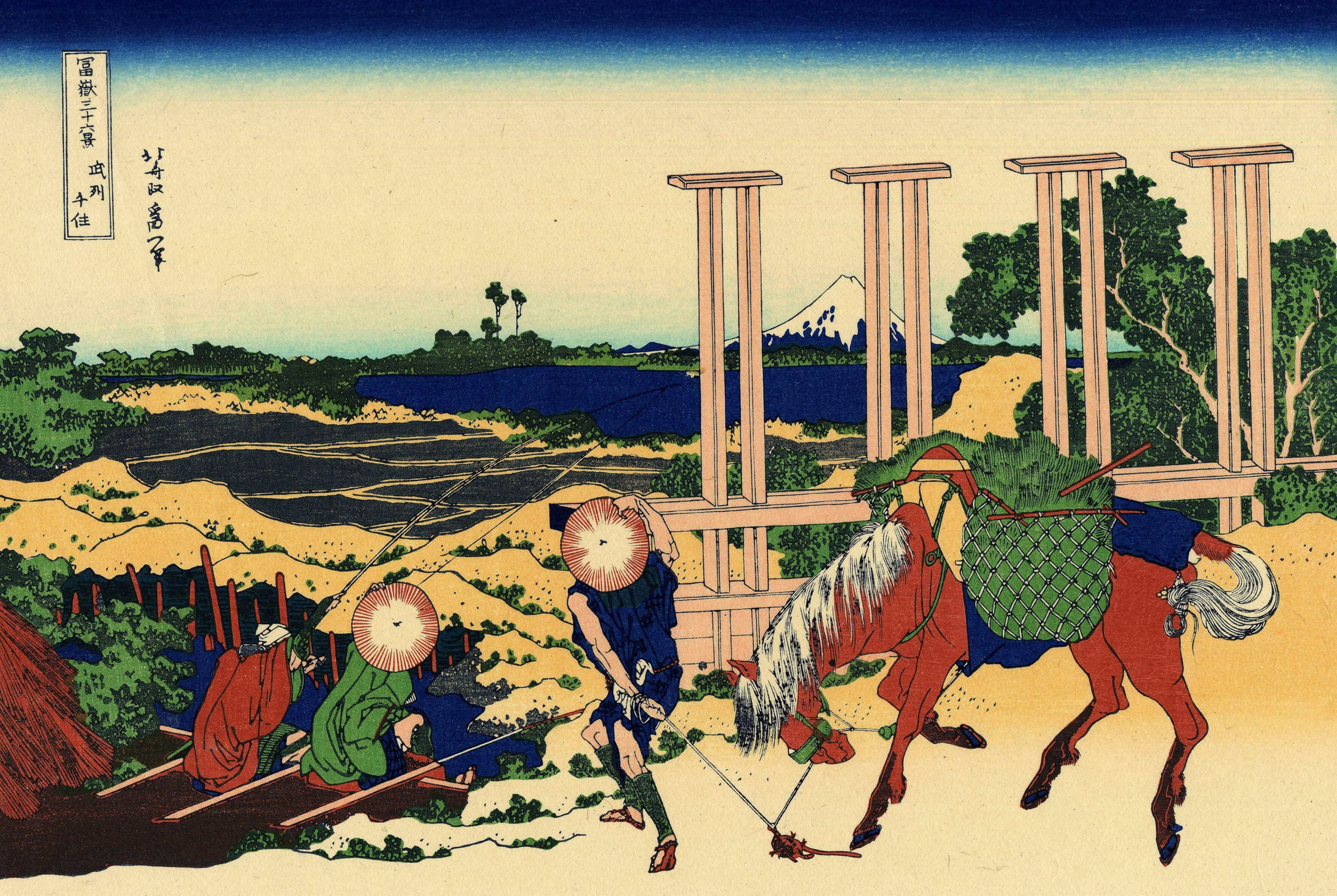
Senju, Farbholzschnitt von Hokusai, um 1830

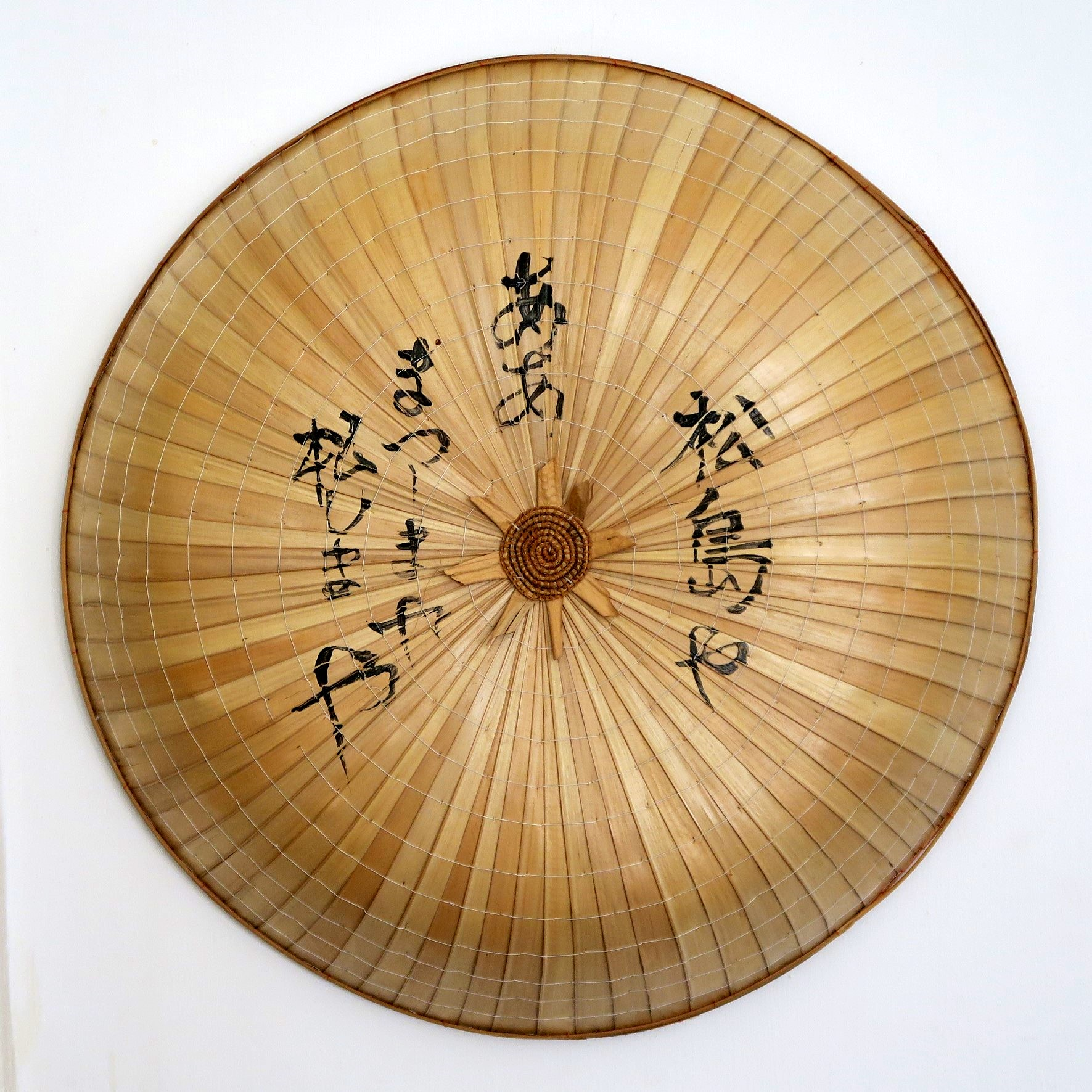
Pilgerhut „Matsushima ya – aa Matsushima ya...“

Die Kieferninseln ist ein Roman von Marion Poschmann aus dem Jahr 2017. Es ist die Geschichte eines nach Japan geflohenen Deutschen, der dort einen jungen lebensmüden Japaner trifft und ihn ein paar Tage begleitet. Die Kieferninseln (Matsushima) in der Bucht von Sendai sind das Ziel und Höhepunkt der Reise durchs Land.

## Handlung
Einen Deutschen namens Gilbert Sylvester, der sich von seiner Frau betrogen fühlt, hat es nach Japan verschlagen. Der Kulturwissenschaftler, der es nur zum schlecht bezahlten Privatdozenten geschafft hat, beschließt nun, ausgerüstet mit den Klassikern der japanischen Literatur, sich mit diesem Land zu befassen. Als Bartforscher im Rahmen eines Drittmittelprojektes hat er ein Problem, dass japanische Männer fast alle vorziehen, bartlos zu sein, Tōkyō kommt ihm zudem gar zu sauber vor und sehr als eine Stadt für Touristen. Beim abendlichen Spaziergang kommt er eher zufällig zum Hauptbahnhof und findet am Ende eines Bahnsteigs einen jungen Japaner. Wie sich herausstellt, plant der dort seinen Suizid. Gilbert bringt den Jungen namens Yosa Tamagotchi davon ab, dies dort zu tun und hat nun eine Aufgabe, mit ihm einen besseren Platz zu suchen.
Auf der Suche nach einem angemessenen Platz werden verschiedene Orte ausprobiert und verworfen: Takashimadaira, ein Wohnviertel am Nordrand von Tōkyō mit seinen kargen Hochhäusern aus der Nachkriegszeit, Aokigahara, ein Wald am Fuße des Fuji, ein bekanntes Ziel von Lebensmüden, Senju am Rande von Tōkyō mit dem trüben Sumida-Fluss. Mit Senju, in früheren Zeiten eine Poststation, ist man dann auf dem Weg in den Norden, in das „Hinterland“, das der Dichter Bashō und der von ihm verehrte Vorgänger Saigyō so eindrücklich beschrieben haben.
Unterwegs in Sendai geht Yosa Tamagotchi verloren. Gilbert macht sich nun allein auf den Weg nach Matsushima und besingt es mit zitierten und selbstverfassten Haiku. Bevor er Matsushima erreicht, besucht er Shiogama an der Bucht der Kieferninseln. Es kommt zur ersten Enttäuschung: Die von Bashō besungene Stelle „Oki no Ishi“ (wörtlich „Stein am offenen Meer“) befindet sich schon längst nicht mehr am Meer, sondern in der Mitte einer Straßenkreuzung. Und mit „Sue no Matsuyama“ (wörtlich „Kiefernberg am Ende“) sieht es ähnlich aus. – Dann geht es weiter zum Ziel, zum Ort Matsushima Kaigan, der auch nicht mehr der Platz ist, um kontemplativ ins Dichten zu geraten; die Nachwirkungen des Tsunamis von Fukushima (ohne dies groß zum Thema zu machen) sind zu deutlich zu spüren.
Parallel zum Ablauf der Reise zeigt sich Gilbert nicht nur als Betreuer des hilflosen Tamagotchi, er reflektiert auch über sein eigenes Leben. Dabei zeigt sich: er mag zwar beruflich keine Spitzenposition erreicht haben, er hat jedoch eine dedizierte Meinung zum Leben, wie zum Beispiel, dass er nicht ausstehen kann, „wenn seine Studenten vor sich hin wisperten, wenn sie etwas sagen wollten, ohne es zu sagen“.

## Zum Vertiefen: Erwähnte Personen, Orte und Schriften
- Matsuo Bashō, der Haiku-Dichter,
- das Genji Monogatari, die Geschichte vom strahlenden Prinzen Genji,
- das Kopfkissenbuch der Hofdame Sei Shōnagon,
- Yosa Tamagotchi, zusammengesetzt aus Tamagotchi als Vorname, und Yosa, vielleicht von Yosa Buson abgeleitet,
- Takashimadaira, ein Vorort am Nordrand von Tokyo, (35° 47′ 16″ N, 139° 39′ 14,9″ O)
- die Nishigaura-Klippen, wohl die an der Izu-Halbinsel,
- der Mihara-Vulkan auf der Insel Oshima,
- Saigyō, der Dichter aus dem 11. Jahrhundert,
- Berlin-Hellersdorf,
- Aokigahara, eine Suizid-Gegend am Fuße des Fuji,
- Ernst Kantorowicz mit seiner Zweikörpertheorie,
- Herbstgefühl, das Gedicht,
- Oku no Hosomichi, Bashōs Tagebuch der Reise nach dem Norden,
- Itinerarium mentis, Bonaventura,
- Akamatsu und Omatsu,
- Senju (Adachi-ku), im Norden von Tokyo, früher die letzte Poststation auf dem Ōshū Kaidō vor Erreichen der Hauptstadt,
- Kōkyo Higashi-gyoen, ein Kaiserlicher Garten,
- Kabuki, das japanische Theater,
- Die verschiedenen Kieferformen: Chokkan (直幹), Moyōgi (摸造木), Shakkan (斜幹), Sōkan (双幹), Fukinagashi (吹き流し), Kengai (懸崖), Bunjingi (文人木),
- Sendai, die Hauptstadt der Präfektur Miyagi,
- Matsushima, die Bucht mit den Kieferninseln nördlich Sendai,
- Shiogama, ein Ort an der Bucht von Matsushima, und
- Matsushima, der Ort Matsushima.

## Nachbemerkung
Marion Poschmann besuchte Japan über einen Zeitraum von drei Monaten und war zudem gut vorbereitet. Als aufmerksame Beobachterin stellte sie schon bald fest, dass es in Japan wichtig ist, sich auf angenehme Weise gut zu benehmen. Dargereichte Papiere greift man beispielsweise mit beiden Händen. Und auch der Seitenhieb auf Tanizakis Lob des Schattens mit dessen Haltung der Frau gegenüber ist nachvollziehbar. Der junge Japaner, der nichts hinbekommt, auf der einen Seite, der beflissene Hotelmanager auf der anderen, könnten als Beobachtungen zur japanische Männerwelt fungieren. Die Suizid-Geschichte lenkt den Blick auf die tatsächlich hohe Suizid-Rate, verursacht durch den hohen Leistungsdruck in der japanischen Gesellschaft.
Und wenn auch die Kieferninseln und ihre Umgebung nicht ganz den durch Saigyō und Bashō beflügelten Erwartungen Gilberts entsprechen, so stellt er doch fest, dass die japanische Begeisterung für Naturerscheinungen, wie zum Beispiel für das prachtvolle Herbstlaub, aber auch die Entfernung zu Europa und die Erinnerung an dessen Leistungen, ihn bereichert hat.

## Rezensionen
- Andreas Platthaus überschreibt seine Rezension in der FAZ mit „Matsushima ya, aa Matsushima, Matsushima ya“ und führt vorsichtig aus, dass einer Sage nach Bashō diesen Haiku vor Begeisterung gestammelt haben soll. Platthaus schließt mit dem Satz, jeder sollte dieses Buch zweimal lesen, in Ruhe also und nicht nur auf den Schluss hin.[2]
- Alexander Cammann (Zeit online), der die Schriftstellerin auf der Ostseeinsel Vilm besuchte, zitiert die Autorin mit dem Satz, sie wolle mit ihrem Roman zur „Uneindeutigkeit verleiten und schwebende Räume erzeugen“.[3]
- Tobias Lehmkuhl (Süddeutsche) kommt zu dem Schluss, „der fein gewirkte, filigran verästelte Roman sei nicht nur klug, er sei zudem von heiterer Gelassenheit.“[4]
- Paul Jandl (NZZ) überschreibt seine Kritik mit „Ein Bartforscher trifft einen Selbstmörder“ und endet mit dem Satz, „dass der Deutsche sieht, dass er nicht sieht. Alles ist Dunst. Aber noch nie war Gilbert Silvester, der Dozent aus Deutschland, sich selbst so fassbar wie hier.“[5]
- Alexander Solloch (NDR Kultur) kommt zu dem Schluss, „dass Poschmann eine lustige und traurige und ganz und gar wunderbare Geschichte davon erzählt, wie wir durch die Welt irren und nach einem Fetzen Wahrheit suchen, der uns Entblößte ein bisschen bedeckt.“[6]

## Auszeichnungen
- 2017: Nominierung für den Deutschen Buchpreis (Shortlist)
- 2018: Klopstock-Preis (Hauptpreis)
- 2019: Nominierung für den Man Booker International Prize (Shortlist)

## Ausgaben
- Marion Poschmann: Die Kieferninseln. Suhrkamp, 2017, Hardcover, ISBN 978-3-518-42760-6.
- Marion Poschmann: Die Kieferninseln. Suhrkamp, 2018, suhrkamp taschenbuch 4921, ISBN 978-3-518-46921-7